# 山本久美
山本 久美（やまもと くみ、1985年3月22日 - ）は、愛知県出身の女子バスケットボール選手である。ポジションはフォワード。177.3cm。

## 来歴
桜花学園高校では1年次のウィンターカップより全国大会出場。全国タイトルも獲得し、3年次には主将を務め、全日本ジュニアの一員としてアジアジュニア選手権にも出場。
卒業後の2003年、デンソーアイリスに加入。2シーズン目以降は先発に定着していたが、2009-10シーズンは負傷もあり13試合先発出場にとどまった。
2010年デンソーを退社、アイシン・エィ・ダブリュ ウィングスに移籍。
2013年引退。

## 経歴
- 桜花学園高 - デンソー（2003年〜2010年） - アイシン・エィ・ダブリュ ウィングス（2010年〜2013年）

## 日本代表歴
- 2002アジアジュニア選手権